# The Girl from 10th Avenue
The Girl from 10th Avenue is een Amerikaanse film uit 1935, geregisseerd door Alfred E. Green.

## Cast
| Acteur              | Personage         |
| ------------------- | ----------------- |
| Bette Davis         | Miriam Brady      |
| Ian Hunter          | Geoffrey Sherwood |
| Katherine Alexander | Valentine French  |
| Colin Clive         | John Marland      |
| John Eldredge       | Hugh Brown        |
| Philip Reed         | Tony Hewlett      |
| Alison Skipworth    | Mrs. Martin       |